# St. Paulus (Berghausen)

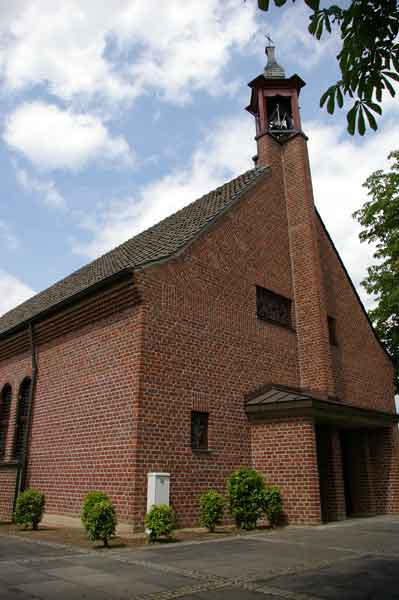
Die Kirche im Dorf: St. Paulus in Berhausen

St. Paulus in Langenfeld-Berghausen ist ein eingetragenes Baudenkmal und Berghausens Kirche im Dorf. Sie ist eine Kirche innerhalb der Langenfelder Kirchengemeinde St. Josef und Martin.

## Zur Vorgeschichte
Um 1880 kam erstmals der Wunsch nach einem eigenen Gotteshaus in Berghausen auf. Doch erst am 28. April 1891 schlossen sich 146 Berghausener Bürger in der damaligen Dorfwirtschaft Langen zum „Berghausener Kirchenbau-Verein“ zusammen. Als man im Jahre 1897 genügend Geldmittel zusammengetragen glaubte, beschloss man den Bau einer Kapelle. Da jedoch keine Zusage der Mutterpfarrei St. Martinus bezüglich der Stellung eines Geistlichen zu erhalten war, wurde der Plan wieder aufgegeben.

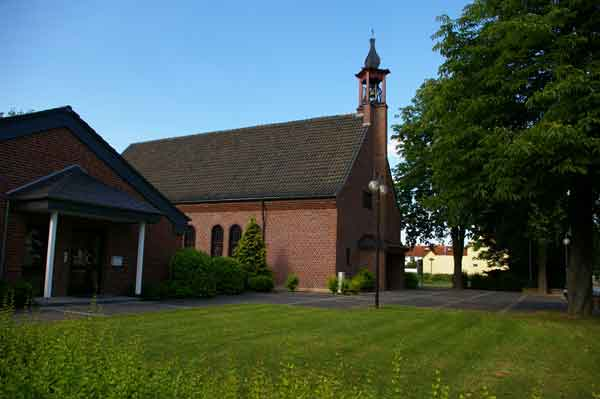
St. Paulus in Berghausen, eingeweiht 1926

Nach Umbenennung des Kirchenbauvereins in „Maria-Hilf-Verein Berghausen“ am 16. Juni 1901 unter nun geistlicher Leitung gab es Diskussionen um den geeigneten Standort. Die nachfolgende Grundstückssuche schien im Jahre 1911 eine glückliche Wende zu nehmen, als sich Pfarrer Boddenberg bereit erklärte, der Pfarrgemeinde ein Grundstück an der Baumberger Straße zu schenken. Und am 4. September 1911 entschied sich dann sogar der Kirchenvorstand in seiner Sitzung für die Ausführung des Entwurfs einer Architekten Heinrich Forthmann aus Köln, der sogleich 500 Mark als erste Anzahlung für seine Arbeiten erhielt.

## Zur Baugeschichte
Doch ebbte die Diskussion um den Bauplatz nicht ab. Schließlich setzten sich die Befürworter einer Kirche gegenüber der Schule durch und es konnte vom Baron von Eppinghofen ein gegenüber der Schule gelegenes etwa 75 a großes Gelände erworben werden. Der Kaufpreis betrug 1500 Mark. Doch nun stand der Erste Weltkrieg allen weiteren Bemühungen entgegen. Und nach dem Krieg blieb noch die Zeit der Inflation zu überstehen, bis schließlich doch im Jahre 1926 der erste Spatenstich getätigt werden konnte. Allerdings kam nun nicht mehr die für den Standort am Pullerhof geplante Kirche zur Ausführung, sondern ein Entwurf des noch jungen, am 8. Februar 1893 als Sohn des Bauunternehmers Heinrich Rotterdam geborenen Architekten Bernhard Rotterdam aus Langenfeld. Die feierliche Weihe der St.-Paulus-Kirche wurde am 19. Dezember 1926 begangen. Görgens übrigens vermutete in dem Patronat eine versteckte Würdigung des um den Bau dieses Gotteshauses verdienten Hauptlehrers Paul Walsum.

## Wandel gestalten – Glauben entfalten
Die gleichnamige Kirchengemeinde fusionierte am 1. Januar 2011 im Zuge des erzbischöflichen Projekts „Wandel gestalten – Glauben entfalten“ mit den sieben weiteren Langenfelder Gemeinden zur Kirchengemeinde St. Josef und Martin.

## Zur Glocke
Die Glocke von St. Paulus wurde im Mittelalter gegossen. Die Inschrift enthält neben der Jahreszahl noch die Namen Maternus – Maria. Der heilige Maternus war Bischof in Köln und lebte im 4. Jahrhundert. Der Name der Gottesmutter macht sie zur Marienglocke. Ihre Höhe beträgt 80 cm, der Durchmesser ist etwas geringer, wie es bei gotischen Glocken üblich war. Ihr Gewicht beträgt 150 kg und sie ist auf den Ton g abgestimmt.

## Zur Glockengeschichte
Erstes bekanntes Kirchlein der Glocke war eine Kapelle, die bis zu einer Flussbettverlagerung des Rheins linksrheinisch lag. Insoweit teilte das kleine Gotteshaus das Schicksal mit Haus Bürgel. Nach der Trennung von Zons verfiel das Gebäude jedoch und die Glocke fiel in den Vorhof, allerdings ohne Schaden zu nehmen. Nach Jahren der Lagerns im tiefen Gras wurde sie am 19. Dezember 1886 der Notkirche St. Josef aufgesetzt. Nach Errichtung des Turms mit dem Glockengeläut in Immigrath wurde sie dort allerdings nicht mehr gebraucht und nach Berghausen verschenkt. Dort läutet sie seit dem 20. Juni 1963 in einem neuen Glockenstuhl, angetrieben von einem elektrischen Motor, nachdem ein Defekt des alten Glockenstuhls am 13. Oktober 1962 einen Austausch erforderlich gemacht hatte.